# Іволька
Іволька (біл. Іволька) — річка в Буда-Кошельовському та Гомельському районах Гомельської області Білорусії, ліва притока річки Уза (басейн Дніпра).
Довжина річки 17 км. Площа водозбір 81 км². Середній нахил водної поверхні 0,8 м/км. Витік річки знаходиться біля села Івольськ (Буда-Кошельовський район). Впадає до Узи приблизно за 600 м у напрямку на південь від селища Житовля (Гомельський район). Водозбір у межах Придніпровської низовини. Біля сіл Івольськ та Рудня Телешовська на річці є ставок.